# Ergatyw
Ergatyw (łac. ergativus) – przypadek w językach ergatywno-absolutywnych, określający podmiot czasownika przechodniego. Jest zbliżony znaczeniowo do polskiego narzędnika. Może oznaczać również narzędzie czynności. Częsty w językach kaukaskich, obecny też w baskijskim. Istnieje też w niektórych językach Indian w Ameryce Północnej.
Ergatyw nazywany jest też agentywem (agentiwem).
Ergatyw pełni funkcję syntaktyczną (składniową), sygnalizując podmiot w zdaniu, którego predykatem jest czasownik przechodni, to znaczy wówczas, gdy semantyczna rola podmiotu określana jest jako agens. Element pełniący w takim zdaniu syntaktyczną funkcję dopełnienia bliższego jest w przypadku absolutywu, a jego rolę sematyczną określa się – pacjens.
W przybliżony sposób konstrukcję ergatywną oddaje się w języku polskim przez stronę bierną czasownika.

## Przykład
Przykład z języka plemienia Nez Percé, używanego na północnym zachodzie USA:
- [Haama + nim] [pee + m 'wi + ye] [wewukiye + ne]
- [Człowiek (ＥＲＧ nim)] [3/3 + strzelać + ＡＳＰ] [łoś (ＯＢＪ)]
- Człowiek zastrzelił łosia

To samo zdanie w układzie mianownik – biernik
- [Haama + Ø] [hi + 'wi + ye] [wewukiye + Ø]
- [Człowiek (ＮＯＭ)] [3 + strzelać + ＡＳＰ] [łoś (Ａｃｃ)]
- Człowiek zastrzelił łosia